# Лука Мароне
Лука Мароне (Luca Marrone) е италиански полузащитник, състезаващ се за Ювентус.

## Клубна кариера

### Ювентус
Прогресира през юношеските формации на Ювентус, като за сезон 2009/2010 е повикан в първия отбор от Чиро Ферара. Дебютът му е в първия мач за сезона срещу Киево Верона. На 1 юли 2010, заедно с Чиро Имобиле, преминава под наем в Сиена.

### Сасуоло
На 2 семптември 2013 г. преминава в Сасуоло. Там той изиграва 15 мача.

### Отново в Ювентус
На 3 юли 2014 г. Мароне се завръща обратно в Ювентус.

## Успехи
Ювентус
- Серия А (3): 2011, 2012, 2015
- Купа на Италия (1) – 2015
- Суперкупа на Италия (2): 2012, 2013